# Villanueva la Blanca
Villanueva la Blanca es una localidad y una Entidad Local Menor situada en la  provincia de Burgos, comunidad autónoma de  Castilla y León (España), comarca de Las Merindades, partido judicial de Villarcayo, ayuntamiento de Villarcayo de Merindad de Castilla la Vieja.

## Geografía
Es un pueblo situado en el norte de la provincia en la vertiente mediterránea, valle del río Trema, situado en su margen derecha, al norte del municipio, junto a la Merindad de Sotoscueva. Acceso desde la provincial BU-V-5627 que tiene su origen en la vecina localidad de Campo en la carretera BU-562, que tiene su origen en la autonómica CL-629.

## Demografía
En el padrón municipal de 2024 contaba con 26 habitantes.

## Historia
Lugar entonces conocido como Villanueva de Ladrero, en el Partido de Campo uno de los tres en que se dividía la Merindad de Castilla la Vieja, adscrita al  Corregimiento de las Merindades de Castilla la Vieja, jurisdicción de realengo con regidor pedáneo.
A la caída del Antiguo Régimen queda agregado al ayuntamiento constitucional de Merindad de Castilla la Vieja, en el partido de Villarcayo perteneciente a la región de  Castilla la Vieja.

## Patrimonio
El núcleo urbano conserva numerosas casas armeras, algunas de buenas fachadas. La mayoría con arcos de medio punto en la entrada y escudos u otros elementos formales góticos, barrocos y renacentistas. Iglesia católica de San Pedro, de una nave del siglo XVII, conserva un interesante altar de esa fecha con pasajes de la Pasión.

## Parroquia
Iglesia católica de San Pedro Apóstol  dependiente de la parroquia de Lozares en el Arcipestrazgo de Merindades de Castilla la Vieja, diócesis de Burgos.

## Personajes ilustres
- Nicolás Pereda Revuelta[5] (1916-1936) ,   religioso Marista con el nombre de Hermano José Federico beatificado , junto con otras 498 víctimas de la persecución religiosa durante la guerra civil española ,  el 28 de octubre de 2007 en Roma.[6]

## Miscelánea
En Villarcayo era popular el dicho: Villanueva la Blanca: el pueblo de las tres mentiras; porque ni es villa, ni es nueva, ni es blanca.